# 大和真実
大和 真実（やまと まみ、1982年9月3日 - ）は、神奈川県出身のグラビアアイドル・レースクイーン。

## 写真集
- フェロモンボンバー 大和真実写真集 心交社 ISBN 9784883029693
- やまとなであしコスプレ変化 大和真実写真集 心交社 ISBN 9784778100148

## DVD
- コス・プレミアムYAMATO大和真実 心交社 ISBN 9784778100155
- DEEP メディアバンク
- フェロモンアタック 心交社 ISBN 4-88302-970-0
- Dynamite Channel no.8 心交社 - 小宮寛子と
- MADE IN YAMATO BAD GALS
- 発情 BBS
- Dynamite Channel no.12 心交社
- 大和真実 TOKYO NUDE